# XVII Giochi olimpici invernali
I XVII Giochi olimpici invernali (in norvegese: De XVII. olympiske vinterleker), noti anche come Lillehammer '94, si sono svolti a Lillehammer (Norvegia) dal 12 al 27 febbraio 1994. Per la prima volta dalla loro creazione, i Giochi olimpici invernali si sono svolti in un anno diverso da quello delle Olimpiadi estive. Di conseguenza è stata anche la prima ed unica volta che l'Olimpiade invernale ha avuto luogo solamente due anni dopo l'edizione precedente, quella dei XVI Giochi olimpici invernali. L'edizione del 1994 è stata la seconda ospitata dalla Norvegia, dopo quella dei VI Giochi olimpici invernali nel 1952 che si svolsero nella capitale Oslo.

## Assegnazione
Lillehammer arrivava dalla mancata assegnazione dei XVI Giochi olimpici invernali del 1992 ottenuti dalla città francese Albertville. Le altre città candidate per ospitare le Olimpiadi invernali del 1994 erano: Anchorage (Stati Uniti), Östersund (Svezia) e Sofia (Bulgaria). Lillehammer è risultata la vincitrice ed ebbe così il diritto di organizzare le Olimpiadi invernali, per la prima volta non nello stesso anno di quelle estive. Il verdetto è stato dato alla 94ª sessione del CIO, a Seul il 15 settembre 1988, al terzo turno, a due giorni dall'inizio delle Olimpiadi estive del 1988 .
| Città       | Paese       | Round 1 | Round 2 | Round 3 |
| ----------- | ----------- | ------- | ------- | ------- |
| Lillehammer | Norvegia    | 25      | 30      | 45      |
| Östersund   | Svezia      | 19      | 33      | 39      |
| Anchorage   | Stati Uniti | 23      | 22      | —       |
| Sofia       | Bulgaria    | 17      | —       | —       |

## Sviluppo e preparazione

### Sedi di gara
| Impianto                                     | Comune      | Sport                                   | Inaugurazione | Capacità | Note |
| -------------------------------------------- | ----------- | --------------------------------------- | ------------- | -------- | ---- |
| Birkebeineren Ski Stadium                    | Lillehammer | Biathlon Sci di fondo Combinata nordica | 1991          | 34.000   |      |
| Fjellhallen                                  | Gjøvik      | Hockey su ghiaccio                      | 1993          | 5.300    |      |
| Håkons Hall                                  | Lillehammer | Hockey su ghiaccio                      | 1993          | 10.500   |      |
| Nordlyshallen                                | Hamar       | Pattinaggio di figura Short track       | 1992          | 6.000    |      |
| Hamar Olympic Hall                           | Hamar       | Pattinaggio di velocità                 | 1992          | 10.600   |      |
| Kanthaugen Freestyle Arena                   | Lillehammer | Freestyle                               | 1992          | 15.000   |      |
| Hafjell                                      | Øyer        | Sci alpino                              | -             | 30.000   |      |
| Kvitfjell                                    | Ringebu     | Sci alpino                              | -             | 41.000   |      |
| Lillehammer Olympic Bobsleigh and Luge Track | Lillehammer | Bob Slittino                            | 1992          | 10.000   |      |
| Lysgårdsbakken                               | Lillehammer | Combinata nordica Salto con gli sci     | 1993          | 35.000   |      |

## I Giochi

### Partecipanti
- Andorra (6)
- Argentina (10)
- Armenia (2)
- Australia (25)
- Austria (80)
- Bielorussia (33)
- Belgio (5)
- Bermuda (1)
- Bosnia ed Erzegovina (10)
- Brasile (1)
- Bulgaria (17)
- Canada (95)
- Cile (3)
- Cina (24)
- Croazia (3)
- Cipro (1)
- Corea del Sud (24)
- Danimarca (4)
- Estonia (26)
- Figi (1)
- Finlandia (61)
- Francia (98)
- Georgia (5)
- Germania (112)
- Giamaica (4)
- Giappone (57)
- Gran Bretagna (32)
- Grecia (9)
- Islanda (5)
- Israele (1)
- Italia (104)
- Isole Vergini Americane (8)
- Kazakistan (29)
- Kirghizistan (1)
- Lettonia (27)
- Liechtenstein (10)
- Lituania (6)
- Lussemburgo (1)
- Messico (1)
- Moldavia (2)
- Monaco (5)
- Mongolia (1)
- Nuova Zelanda (7)
- Norvegia (88) (paese ospitante)
- Paesi Bassi (21)
- Portogallo (28)
- Polonia (1)
- Porto Rico (5)
- Rep. Ceca (63)
- Romania (23)
- Russia (113)
- Samoa Americane (2)
- San Marino (3)
- Senegal (1)
- Slovacchia (42)
- Slovenia (22)
- Spagna (13)
- Stati Uniti (147)
- Sudafrica (2)
- Svezia (84)
- Svizzera (59)
- Taipei cinese (2)
- Trinidad e Tobago (2)
- Turchia (1)
- Ucraina (37)
- Ungheria (16)
- Uzbekistan (7)

### Discipline
Il programma olimpico prevedeva competizioni in 12 discipline:
| Disciplina              | Maschile | Femminile | Misti | Totali |
| ----------------------- | -------- | --------- | ----- | ------ |
| Biathlon                | 3        | 3         |       | 6      |
| Bob                     | 2        |           |       | 2      |
| Combinata nordica       | 2        |           |       | 2      |
| Freestyle               | 2        | 2         |       | 4      |
| Hockey su ghiaccio      | 1        |           |       | 2      |
| Pattinaggio di figura   | 1        | 1         | 2     | 4      |
| Pattinaggio di velocità | 5        | 5         |       | 10     |
| Salto con gli sci       | 3        |           |       | 3      |
| Sci alpino              | 5        | 5         |       | 10     |
| Sci di fondo            | 5        | 5         |       | 10     |
| Short track             | 3        | 3         |       | 6      |
| Slittino                | 2        | 1         |       | 3      |
| Totale (12 discipline)  | 37       | 28        | 2     | 67     |

## Risultati

### Medagliere
Di seguito le prime 10 posizioni del medagliere:
  Nazione ospitante 
| Pos. | Paese         | Oro | Argento | Bronzo | Totale |
| ---- | ------------- | --- | ------- | ------ | ------ |
| 1    | Russia        | 11  | 8       | 4      | 23     |
| 2    | Norvegia      | 10  | 11      | 5      | 26     |
| 3    | Germania      | 9   | 7       | 8      | 24     |
| 4    | Italia        | 7   | 5       | 8      | 20     |
| 5    | Stati Uniti   | 6   | 5       | 2      | 13     |
| 6    | Corea del Sud | 4   | 1       | 1      | 6      |
| 7    | Canada        | 3   | 6       | 4      | 13     |
| 8    | Svizzera      | 3   | 4       | 2      | 9      |
| 9    | Austria       | 2   | 3       | 4      | 9      |
| 10   | Svezia        | 2   | 1       | 0      | 3      |

### Protagonisti
- Manuela Di Centa (Italia, sci di fondo): è la dominatrice del fondo femminile. Va a medaglia in tutte e cinque le gare, ottenendo due ori, due argenti e un bronzo.
- Maurilio De Zolt, Marco Albarello, Giorgio Vanzetta e Silvio Fauner (Italia, sci di fondo): conquistano a sorpresa l'oro nella 4 x 10 km maschile di sci di fondo, battendo allo sprint dopo una splendida gara la favorita squadra norvegese, di fronte al pubblico di casa (120.000 persone) ammutolito per lo stupore.
- Johann Olav Koss (Norvegia, pattinaggio): l'idolo di casa vince tre medaglie d'oro nelle gare di velocità, stabilendo in ognuna il record del mondo.
- Vreni Schneider (Svizzera, sci alpino): la sciatrice elvetica fa tripletta, vincendo oro, argento e bronzo.